# Dipartimento di Trancas
Trancas è un dipartimento collocato nel nord della provincia argentina di Tucumán, con capitale Trancas.
Confina a nord con la provincia di Salta, a est con il dipartimento di Burruyacú, a sud con il dipartimento di Tafí Viejo, e a ovest con il dipartimento di Tafí del Valle.
Secondo il censimento del 2001, su un territorio di 2.862 km², la popolazione ammontava a 15.473 abitanti.
I municipi del dipartimento sono:
- Choromoro
- San Pedro de Colalao
- Tapia
- Trancas